# Diócesis de Macao
La diócesis de Macao (en latín: Dioecesis Macaonen(sis), en portugués: Diocese de Macau y en chino: 天主教澳門教區) es una circunscripción eclesiástica latina de la Iglesia católica en Macao, inmediatamente sujeta a la Santa Sede. La diócesis tiene al obispo Stephen Lee Bun-Sang como su ordinario desde el 16 de enero de 2016.

## Territorio y organización
La diócesis tiene 31 km² y extiende su jurisdicción sobre los fieles católicos de rito latino residentes en Macao, una región administrativa especial de China.
La sede de la diócesis se encuentra en la ciudad de Macao, en donde se halla la Catedral de la Natividad de Nuestra Señora. 
En 2019 en la diócesis existían 9 parroquias.

## Historia

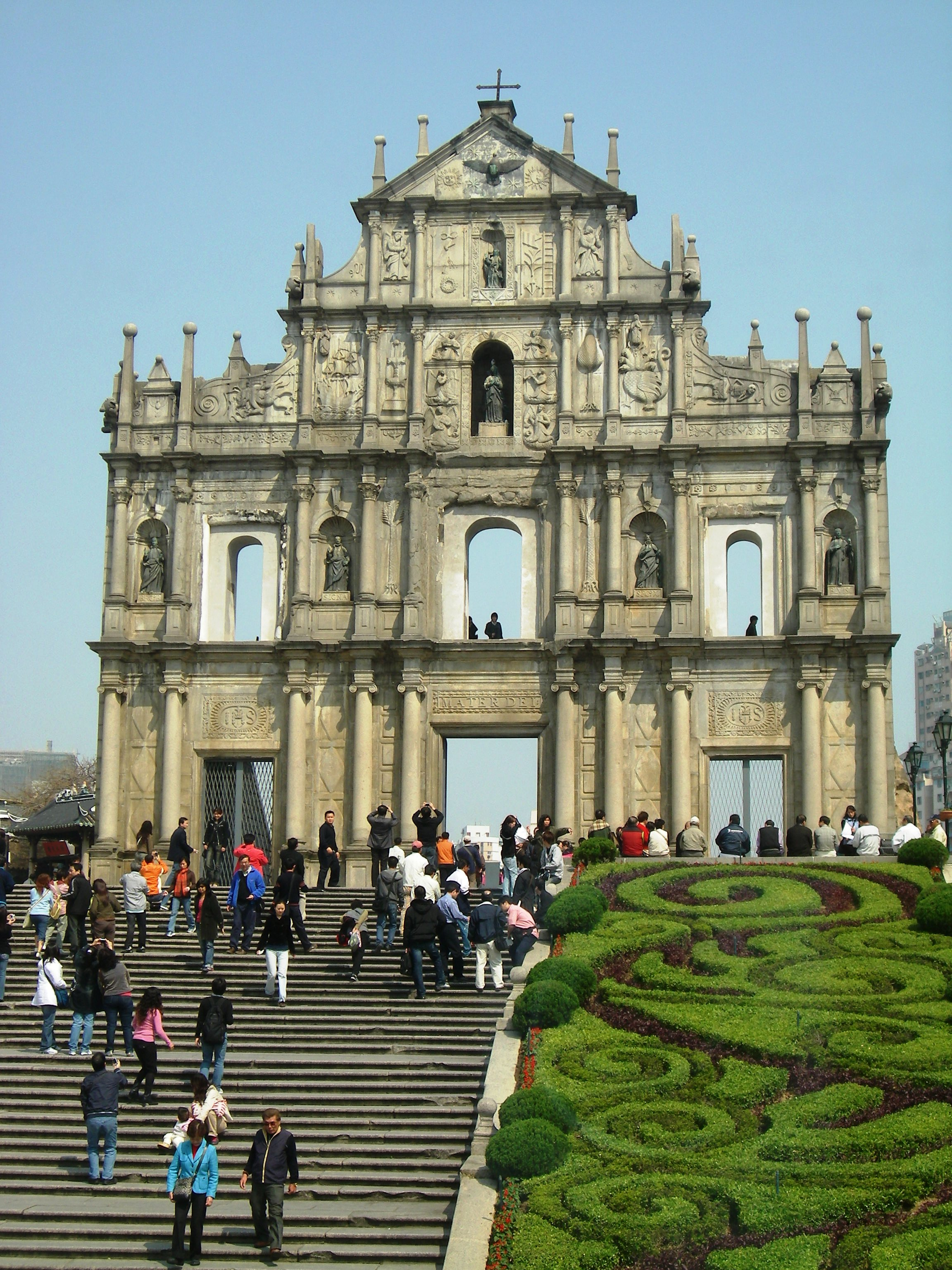
Ruinas de la Catedral de San Pablo de Macao, destruida por un incendio en 1835

El primer obispo en visitar Macao fue el jesuita Melchior Miguel Carneiro Leitão, arzobispo titular de Nicea y coadjutor del patriarcado latino de Etiopía, quien llegó allí en junio de 1568 por instrucciones que había dado el papa Pío V con el breve Ex Litteris carissimis. Tuvo el cargo de administrador apostólico en la región hasta la llegada de Leonardo de Sá en 1581.
La diócesis fue erigida el 23 de enero de 1576 con la bula Super specula del papa Gregorio XIII separando territorio de la diócesis de Malaca (hoy arquidiócesis de Singapur). Inicialmente fue sufragánea de la arquidiócesis de Goa (hoy arquidiócesis de Goa y Damán) y se extendió por un territorio muy extenso, que incluía China, Japón y Tonkín. Ello confirmó el rol que la entonces colonia portuguesa de Macao desempeñaba como centro de formación y de partida de misioneros católicos, principalmente jesuitas, para los diferentes países de Asia, principalmente para China y Japón.
El 19 de febrero de 1588 cedió una parte de su territorio para la erección de la diócesis de Funay por el papa Sixto V. Extendía su jurisdicción sobre todo Japón.
El 9 de septiembre de 1659 cedió otra porción de territorio para la erección del vicariato apostólico de Tonkín (hoy arquidiócesis de Hanói) mediante el breve Super cathedram del papa Alejandro VII.
En el mismo año 1659 cedió otra porción de territorio para la erección del vicariato apostólico de Nankín (hoy arquidiócesis de Nankín). La cesión fue confirmada el 10 de abril de 1690 con la bula Romanus Pontifex papa Alejandro VIII, fecha en la que se erigieron las diócesis de Nankín y Pekín (hoy arquidiócesis de Pekín).
El 11 de mayo de 1848 cedió de nuevo una parte de territorio para la erección del vicariato apostólico de Guangdong-Guangxi (hoy arquidiócesis de Cantón).
El 4 de septiembre de 1940 cedió además una parte de territorio para la erección de la diócesis de Dili (hoy arquidiócesis de Dili).
Tras la pérdida de soberanía de Portugal sobre Goa, el 1 de enero de 1976, en virtud de la bula Ad nominum del papa Pablo VI, se convirtió en diócesis inmediatamente sujeta a la Santa Sede.
En virtud del concordato entre la Santa Sede y Portugal en 1886, las parroquias de San Pedro en Malaca y San José en Singapur quedaron sujetas a la jurisdicción de los obispos de Macao hasta 1981, cuando pasaron respectivamente a la diócesis de Malaca-Johor y la arquidiócesis de Singapur.
Después de la cesión de la colonia portuguesa a la República Popular China en 1999, gracias al régimen de autonomía parcial de China, la comunidad cristiana local no fue obligada a unirse a la Asociación Patriótica Católica China, por lo que la Santa Sede pudo continuar teniendo un vínculo directo con la diócesis. Por esta razón, Macao (así como Hong Kong) queda fuera de los términos del acuerdo de 2018 entre la Santa Sede y la República Popular sobre el nombramiento de obispos.
En 2003 asumió como obispo de Macao el prelado chino José Lai Hung-Seng, que fue el primer natural de Macao en gobernar esta diócesis en la historia.Tras su retirada en 2016, fue nombrado Lee Bun Sang Stephen, anteriormente obispo auxiliar en Hong Kong, de donde es oriundo.

## Estadísticas
De acuerdo al Anuario Pontificio 2020 la diócesis tenía a fines de 2019 un total de 31 336 fieles bautizados.
| Año                                                                             | Población            | Población | Población      | Sacerdotes | Sacerdotes    | Sacerdotes    | Bautizados por sacerdote | Diáconos permanentes | Religiosos | Religiosos | Parroquias |
| Año                                                                             | Bautizados católicos | Total     | % de católicos | Total      | Clero secular | Clero regular | Bautizados por sacerdote | Diáconos permanentes | Varones    | Mujeres    | Parroquias |
| ------------------------------------------------------------------------------- | -------------------- | --------- | -------------- | ---------- | ------------- | ------------- | ------------------------ | -------------------- | ---------- | ---------- | ---------- |
| 1950                                                                            | 23 000               | 4 800 000 | 0.5            | 76         | 46            | 30            | 302                      |                      | 47         | 70         | 28         |
| 1970                                                                            | 26 000               | 169 299   | 15.4           | 79         | 44            | 35            | 329                      |                      | 53         | 209        | 21         |
| 1978                                                                            | 39 010               | 300 636   | 13.0           | 73         | 38            | 35            | 534                      |                      | 53         | 201        | 8          |
| 1990                                                                            | 21 539               | 456 000   | 4.7            | 72         | 38            | 34            | 299                      |                      | 47         | 158        | 8          |
| 1999                                                                            | 28 015               | 430 500   | 6.5            | 83         | 41            | 42            | 337                      |                      | 49         | 179        | 11         |
| 2000                                                                            | 29 139               | 438 000   | 6.7            | 87         | 42            | 45            | 334                      |                      | 56         | 176        | 6          |
| 2001                                                                            | 29 850               | 438 000   | 6.8            | 72         | 27            | 45            | 414                      |                      | 62         | 176        | 8          |
| 2002                                                                            | 19 903               | 435 000   | 4.6            | 70         | 27            | 43            | 284                      |                      | 61         | 183        | 8          |
| 2003                                                                            | 18 122               | 441 600   | 4.1            | 76         | 24            | 52            | 238                      |                      | 64         | 171        | 8          |
| 2004                                                                            | 18 122               | 446 000   | 4.1            | 76         | 24            | 52            | 238                      |                      | 62         | 183        | 8          |
| 2013                                                                            | 29 611               | 582 000   | 5.1            | 88         | 23            | 65            | 336                      |                      | 124        | 188        | 9          |
| 2016                                                                            | 30 314               | 646 800   | 4.7            | 69         | 19            | 50            | 439                      |                      | 98         | 195        | 9          |
| 2019                                                                            | 31 336               | 653 100   | 4.8            | 94         | 20            | 74            | 333                      |                      | 112        | 184        | 9          |
| Fuente: Catholic-Hierarchy, que a su vez toma los datos del Anuario Pontificio. |                      |           |                |            |               |               |                          |                      |            |            |            |

En su mayoría los fieles católicos son de la comunidad china. Más allá de los chinos, la comunidad católica está también constituida por miles de filipinos y de lusófonos, entre los cuales se destacan los macaenses y los portugueses europeos. Las celebraciones litúrgicas son normalmente celebradas en chino, portugués e inglés.

### Vida consagrada

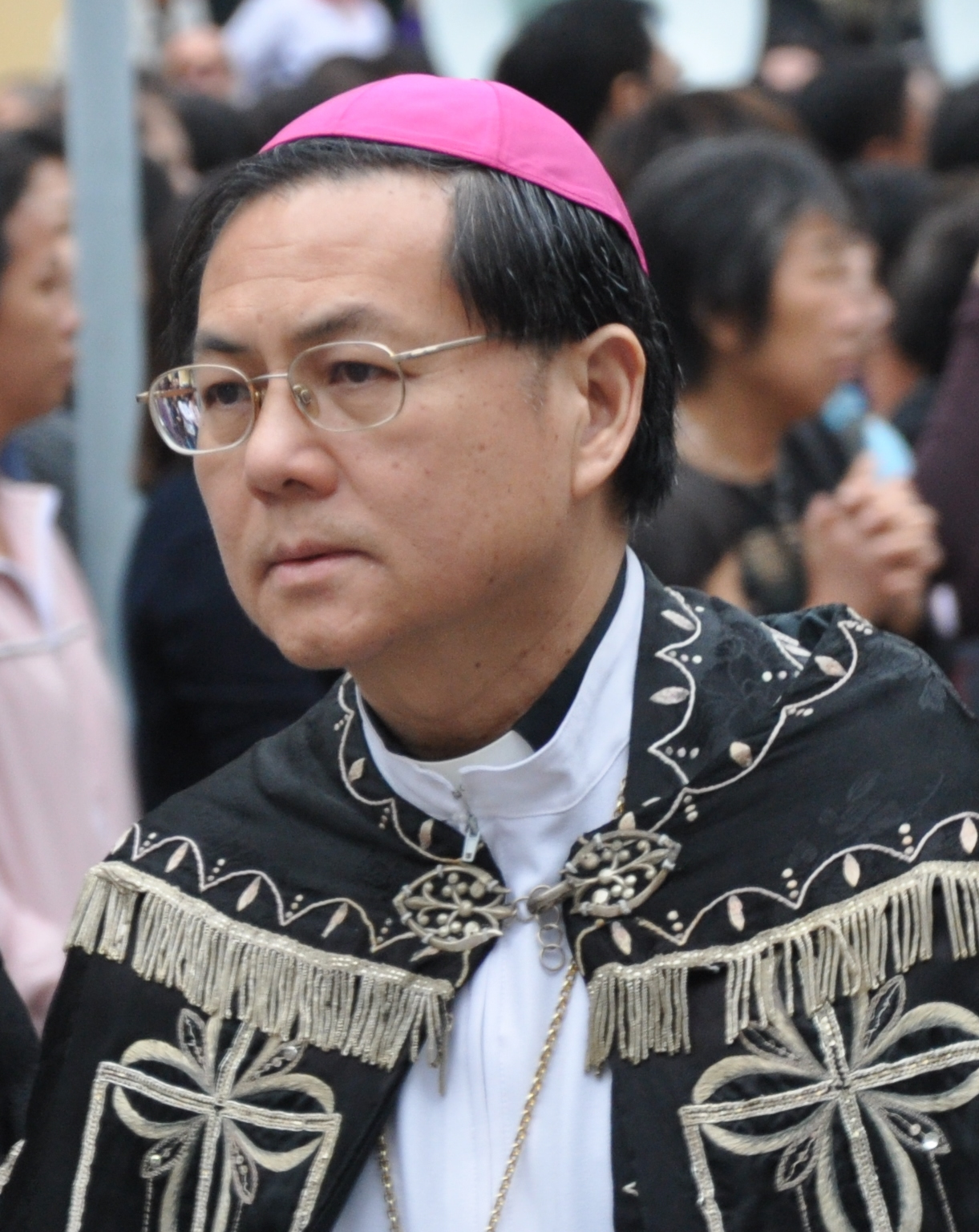
José Lai Hung-Seng, anterior obispo de Macao

En 2008 la diócesis fue apoyada por 19 padres diocesanos y tres padres especiales llegados del exterior (en total, eran 22 padres seculares), 52 padres regulares y 13 religiosos, 185 religiosas y 115 misioneras voluntarias. En 2011 existían en Macao diez comunidades religiosas masculinas y veintidós comunidades religiosas femeninas.
Apoyada por las comunidades religiosas presentes en Macao, la diócesis posee una vasta red de servicios de asistencia social y de educación, constituida en 2008 por 24 instituciones de servicio social, donde se incluyen ocho guarderías infantiles; seis sanatorios para ancianos; cuatro centros de rehabilitación para discapacitados físicos y mentales; seis hogares para niños; y 31 establecimientos de enseñanza (incluyendo la Universidad de San José), con cerca de 32 mil alumnos. Debido a la falta de vocaciones sacerdotales, su único seminario, el Seminario de S. José, está actualmente cerrado, siendo señalado como una de las señales de una posible crisis y declive de la diócesis.

## Episcopologio
- Diego Nunes de Figueira † (26 de enero de 1576-27 de octubre de 1578 renunció) (obispo electo)

- Leonardo Fernandes de Sá, O.Cist. † (27 de octubre de 1578-13 de marzo de 1599 falleció)
  - Sede vacante (1599-1604)
- João Pinto da Piedade, O.P. † (30 de agosto de 1604-27 de agosto de 1626 renunció)
  - Sede vacante (1626-1690)
  - Diego Correia Valente, S.I. † (27 de agosto de 1626-28 de octubre de 1633 falleció) (administrador apostólico)
- João de Casal † (10 de abril de 1690-20 de septiembre de 1735 falleció)
- Eugénio Trigueiros, O.E.S.A. † (20 de septiembre de 1735 por sucesión-19 de diciembre de 1740 nombrado arzobispo de Goa)
- Hilário de Santa Rosa, O.F.M.Ref. † (19 de diciembre de 1740-18 de agosto de 1752 renunció)
- Bartolomeu Manoel Mendes dos Reis † (29 de enero de 1753-8 de marzo de 1773 nombrado obispo de Mariana)
- Alexandre da Silva Pedrosa Guimarães † (8 de marzo de 1773-7 de septiembre de 1789 renunció)
- Marcelino José da Silva † (14 de diciembre de 1789-16 de septiembre de 1802 renunció)
- Manuel Santo Galdino, O.F.M.Disc. † (20 de diciembre de 1802-20 de agosto de 1804 nombrado obispo coadjutor de Goa)
- Francisco Chachim, O.F.M.Disc. † (20 de agosto de 1804-31 de enero de 1828 falleció)
  - Sede vacante (1828-1843)
- Nicolaus Rodrigues Pereira de Borja, C.M. † (19 de junio de 1843-28 de marzo de 1845 falleció)
- Jerónimo José de Mata, C.M. † (28 de marzo de 1845 por sucesión-25 de septiembre de 1862 renunció)
  - Sede vacante (1862-1866)
- João Pereira Bothelho de Amaral y Pimentel † (8 de enero de 1866-22 de diciembre de 1871 nombrado obispo de Angra)
- Manuel Bernardo de Sousa Enes (Ennes) † (15 de junio de 1874-9 de agosto de 1883 nombrado obispo de Bragança y Miranda)
- Antônio Joaquim de Medeiros † (13 de noviembre de 1884-7 de enero de 1897 falleció)
- José Manuel de Carvalho † (19 de abril de 1897-9 de junio de 1902 nombrado obispo de Angra)
- João Paulino de Azevedo e Castro † (9 de junio de 1902-17 de febrero de 1918 falleció)
  - Sede vacante (1918-1920)
- José da Costa Nunes † (16 de diciembre de 1920-11 de diciembre de 1940 nombrado arzobispo de Goa y Damán)
- João de Deus Ramalho, S.I. † (24 de septiembre de 1942-9 de diciembre de 1953 renunció[11])
- Policarpo da Costa Vaz † (29 de enero de 1954-9 de julio de 1960 nombrado obispo de Guarda)
- Paulo José Tavares † (19 de agosto de 1961-12 de junio de 1973 falleció)
  - Sede vacante (1973-1976)
- Arquimínio Rodrigues da Costa † (20 de enero de 1976-6 de octubre de 1988 renunció)
- Domingos Lam Ka Tseung † (6 de octubre de 1988 por sucesión-30 de junio de 2003 retirado)
- José Lai Hung-seng (30 de junio de 2003 por sucesión-16 de enero de 2016 renunció)
- Stephen Lee Bun-Sang, desde el 16 de enero de 2016

## Parroquias y otras divisiones
La diócesis de Macao está dividida en seis parroquias (cinco en la península de Macao y una en la isla de Taipa), dos capillas (en la Península de Macao) y una misión independiente (en Coloane):
| - Parroquias: - Parroquia de la Sé - Parroquia de Nuestra Señora de Fátima (Macao) - Parroquia de Nuestra Señora de Carmo (Taipa) - Parroquia de San Antonio (Macao) - Parroquia de San Lázaro (Macao) - Parroquia de San Lorenzo (Macao) | - Misiones: - Misión de San Francisco Javier (Coloane) - Capillas: - Capilla de San José (Macao) - Capilla de San Francisco Javier (Macao) |

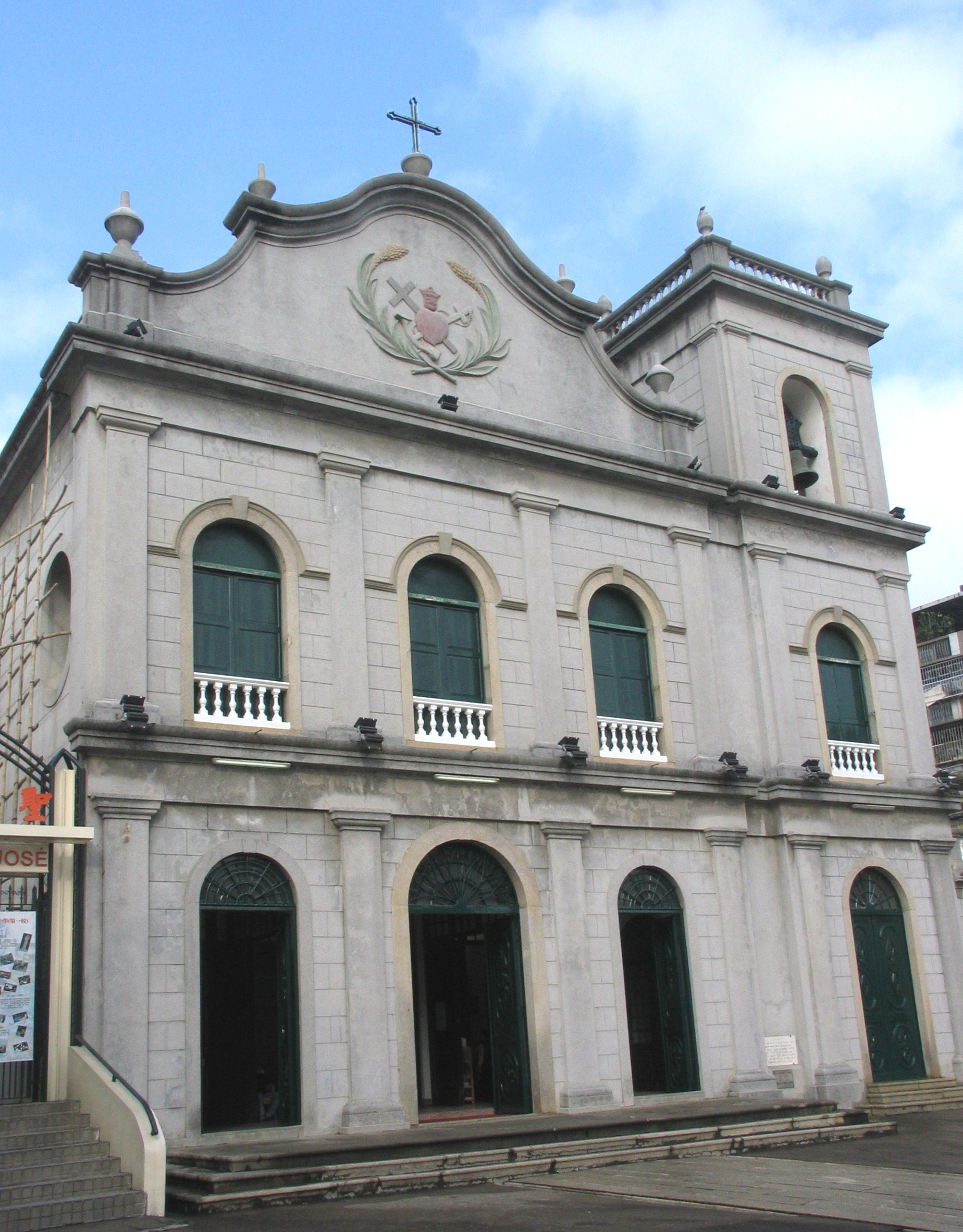
Iglesia de San Lázaro, construida entre 1557 y 1560.
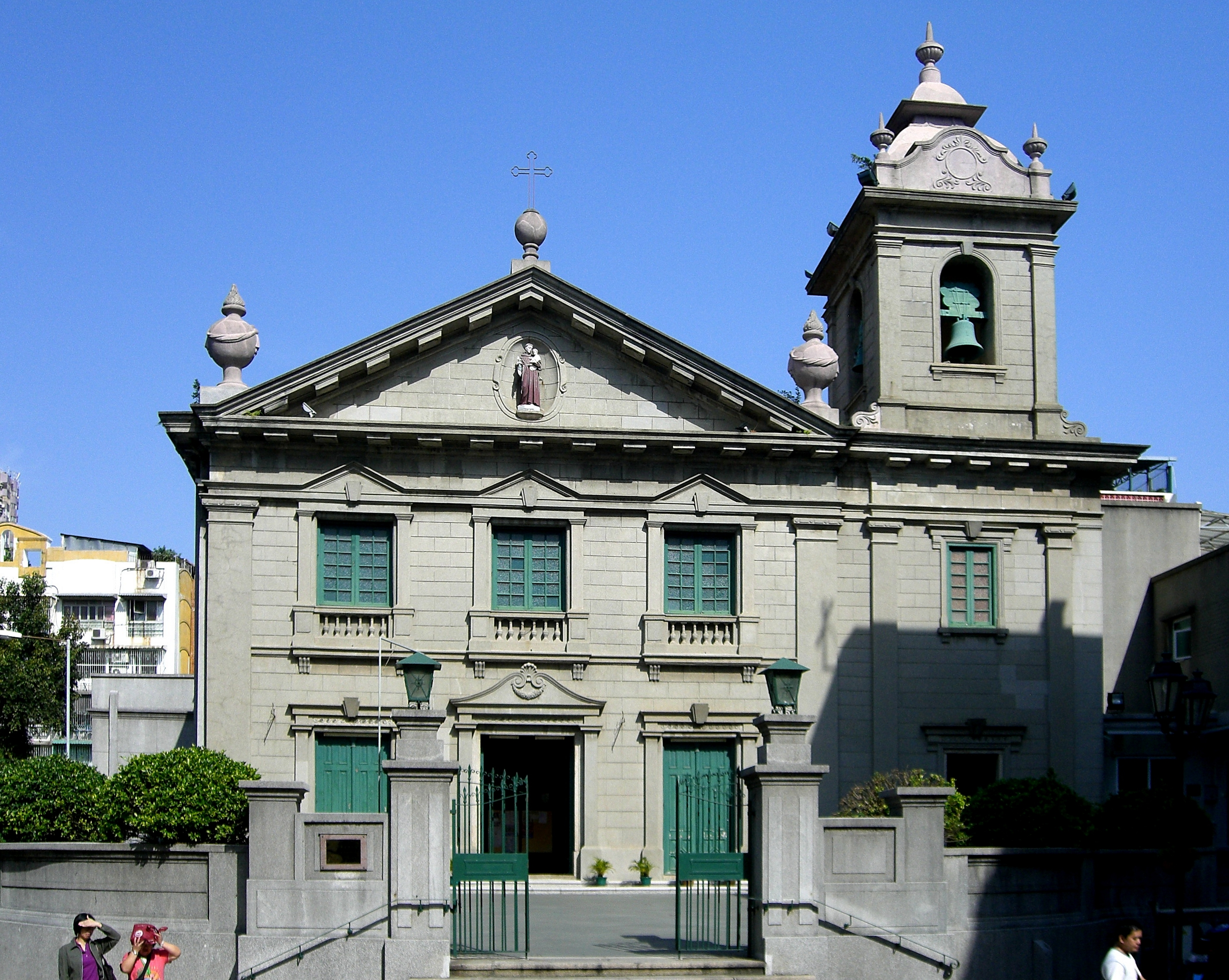
Iglesia de San Antonio, construida por los jesuitas antes de 1560.
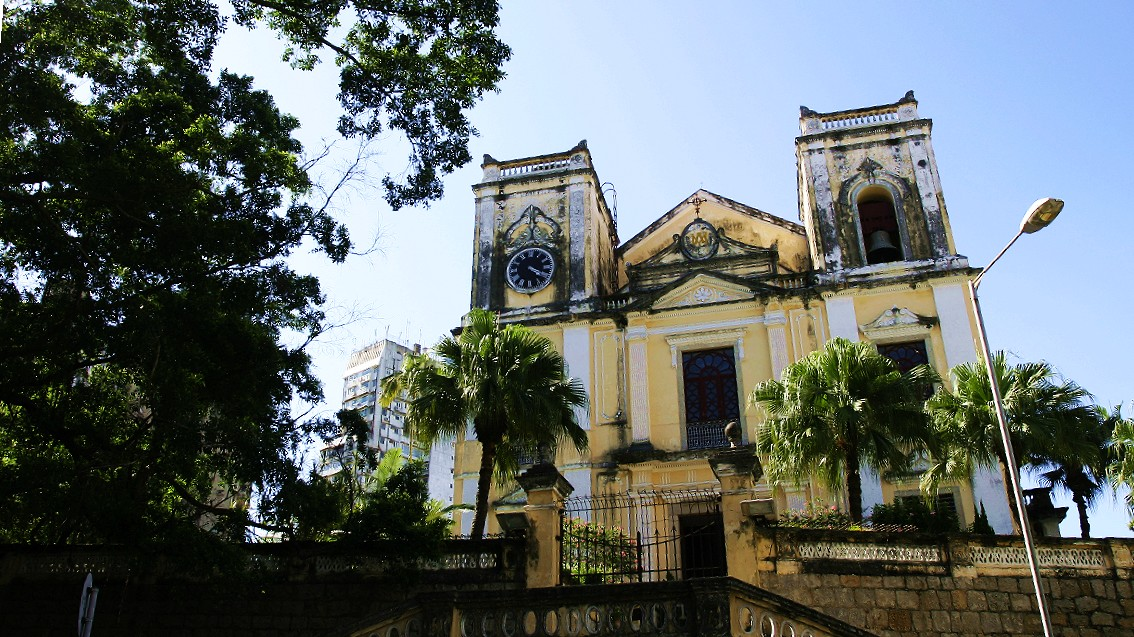
Iglesia de San Lorenzo, construida por los jesuitas antes de 1560.
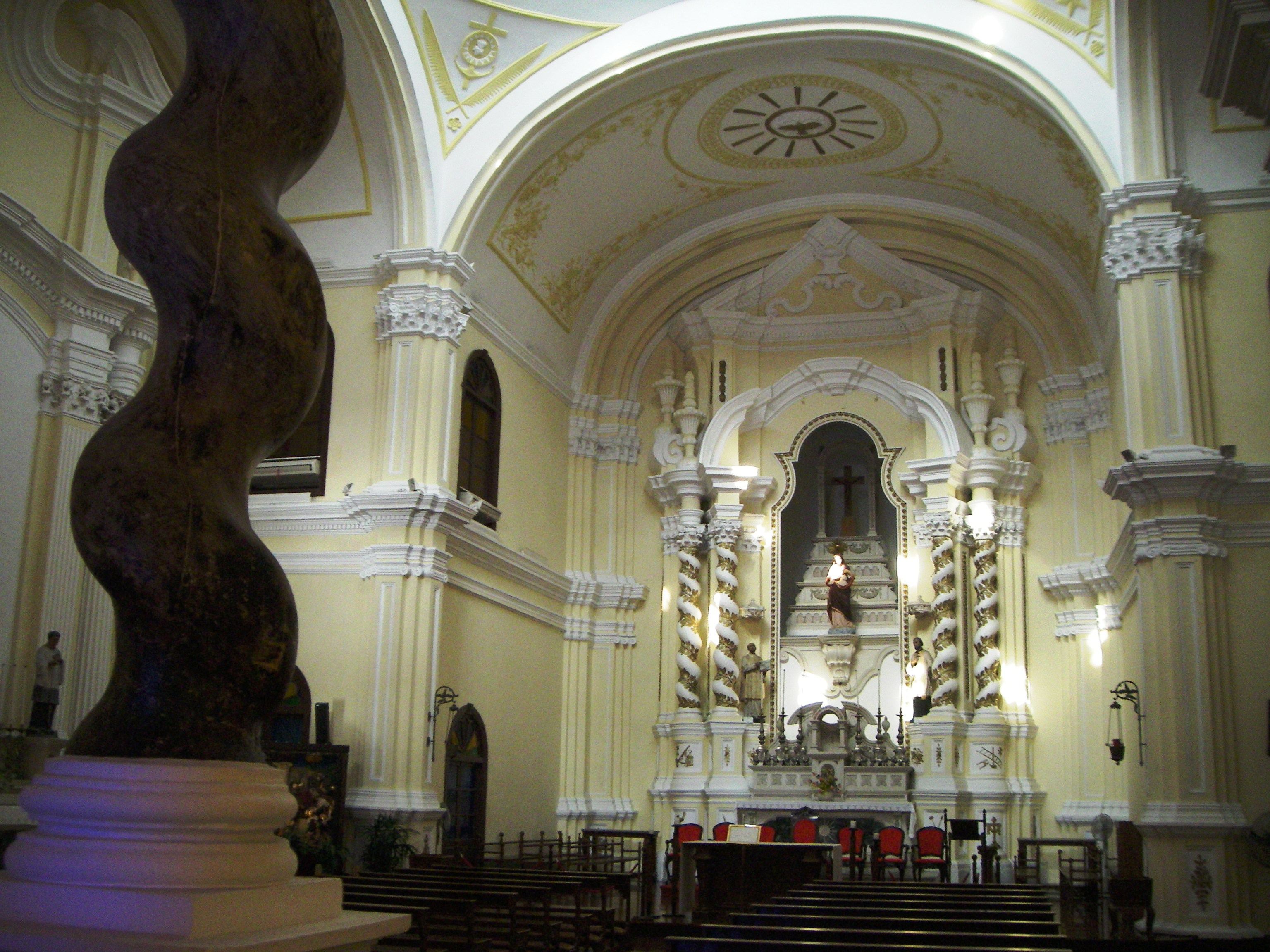
El interior de la Iglesia de San José, anexa al Seminario de San José.